# Pintura italiana del Quattrocento del Museo del Prado

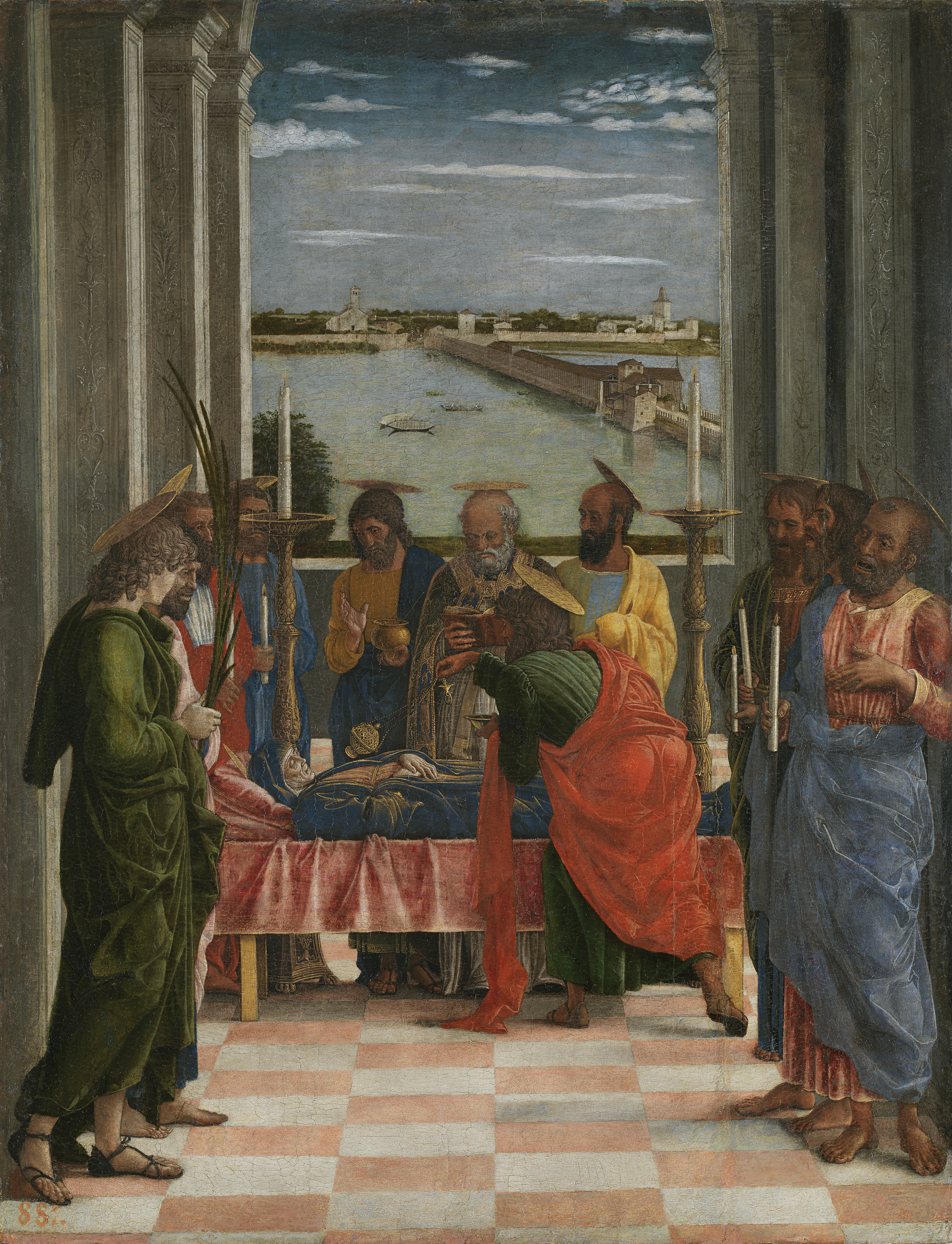
El tránsito de la Virgen de Andrea Mantegna, la única obra del Quattrocento italiano que procede de las Colecciones Reales españolas.

La pintura italiana del Quattrocento del Museo del Prado es una sección de pinturas de aquel país del siglo XV pertenecientes a la pinacoteca española, que sorprende tanto por su corta amplitud como por la alta calidad de casi todas ellas. 

## Historia
Como fundación real, el Museo del Prado se abasteció de las colecciones de la Corona española. La predilección de los reyes españoles por la pintura flamenca y los temas religiosos incidió en las escasas aportaciones de la pintura quattrocentista italiana. 
Se deberá esperar hasta Felipe IV para que Andrea Mantegna -con su excepcional obra, El tránsito de la Virgen- tenga un lugar de privilegio en las colecciones reales, y para que lleguen a España otras obras de artistas italianos, como Rafael.
Salvo La Anunciación de Fra Angelico -conservada en España desde 1611 y que en 1861 fue transferida al Museo del Prado desde el Monasterio de las Descalzas Reales gracias a las gestiones de Federico Madrazo- el resto de la pintura de esta época llega al Prado a principios del siglo XX, bien a través de generosas donaciones -como la del político y coleccionista catalán Cambó con La historia de Nastagio degli Onesti de Sandro Botticelli- o de adquisiciones a coleccionistas particulares, como el cuadro Cristo muerto sostenido por un ángel de Antonello da Messina, comprado por el museo en 1965.
En 2016 se ha incorporado una de las obras maestras de Fra Angelico, La Virgen de la granada, comprada a la casa de Alba, que custodiaba la obra en el Palacio de Liria de Madrid desde su adquisición en 1817 por parte de Carlos Miguel Fitz-James Stuart y Silva, XIV duque de Alba. En la operación también se incluyó la donación por parte del actual duque de Alba, Carlos Fitz-James Stuart y Martínez de Irujo, de una predela con la escena del funeral de san Antonio Abad, recientemente atribuida asimismo a Fra Angelico.

## Colección

### Antecedentes: elTrecento
La pintura italiana del Trecento está aún menos representada en el Museo del Prado. Por ello es excepcional el caso de una pequeña tabla, Virgen con el niño, de Francesco Traini, pues es la única obra anterior a 1450 que procede de las Colecciones Reales. Otros dos ejemplos son dos tablillas dedicadas a la vida de san Eloy, donadas por Cambó. Antiguamente tenidas como obra de Taddeo Gaddi, hoy se atribuyen al Maestro de la Madonna de la Misericordia.

### El plenoQuattrocentoitaliano

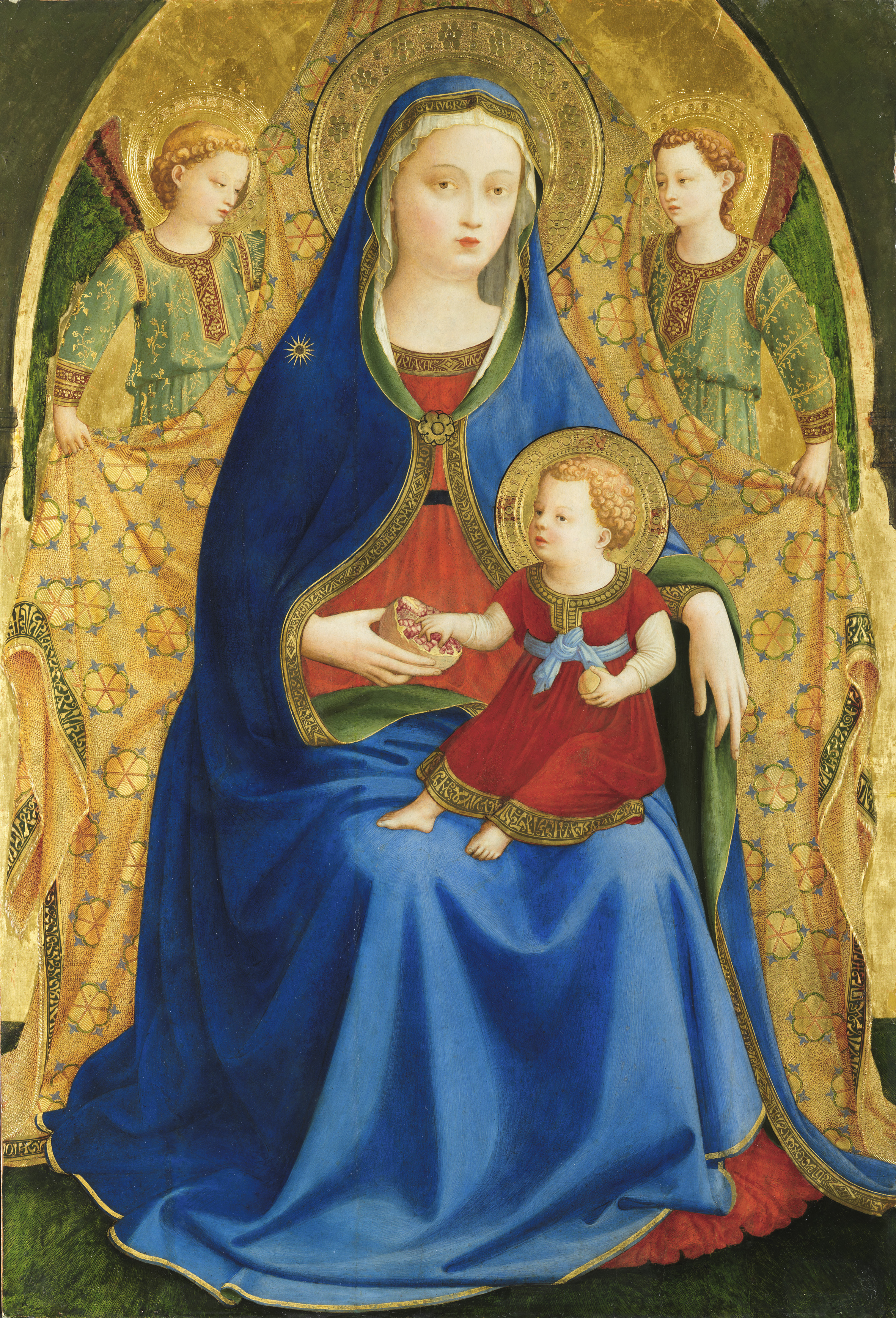
La Virgen de la granada, de Fra Angelico, la incorporación más importante a la colección de pintura italiana quattrocentista del Prado en el último medio siglo.

Además de obras maestras como las ya citadas Anunciación de Fra Angelico o Tránsito de la Virgen de Mantegna, el Museo del Prado cuenta con una corta trayectoria de pintura italiana quattrocentista, aunque de excepcional calidad. Entre ellas destacan: 
- Una tabla de Giovanni dal Ponte, Las siete artes liberales.
- Un tríptico de Antoniazzo Romano, procedente del Museo de la Trinidad de Madrid.
- La Virgen de la granada y Funeral de san Antonio Abad, ambas de Fra Angelico y adquiridas en 2016.
- Tres de las cuatro tablas de La historia de Nastagio degli Onesti, de Sandro Botticelli. Se considera que Botticelli hizo el diseño general y pintó alguna figura, siendo el resto de mano de sus colaboradores.[1] En la cuarta tabla -hoy en una colección privada florentina- la ejecución se adjudica totalmente al taller.
- Cristo muerto sostenido por un ángel, de Antonello da Messina.
- La Virgen con el Niño entre dos santas, obra de Giovanni Bellini, aunque con amplia participación de su taller.
- Un Ángel músico, tenida durante años por una imitación de Melozzo da Forlì,[2] pero que actualmente se considera una copia del siglo XV.[3]

También se conservan otras obras de Giovanni Agostino da Lodi o de Gian Francesco de Maineri, así como dos magníficas pinturas, El rapto de las sabinas y La continencia de Escipión, atribuidas sucesivamente a Pinturicchio y a Baldassare Peruzzi. Actualmente son consideradas autógrafas de Amico Aspertini en colaboración con su hermano Guido.